# Rezolucija Vijeća sigurnosti UN-a 781
Rezolucija Vijeća sigurnosti UN-a 781 usvojena je 9. listopada 1992. godine. Nakon ponovnog potvrđivanja Rezolucije 713 (1991.) i svih kasnijih rezolucija o situaciji u bivšoj Jugoslaviji, Vijeće je odlučilo uvesti zabranu vojnih letova u zračnom prostoru iznad Bosne i Hercegovine, postupajući u skladu s odredbama navedenim u Rezoluciji 770 (1992).
Vijeće je pojasnilo da se zabrana ne odnosi na letove koji se odnose na Zaštitne snage Ujedinjenih naroda (UNPROFOR) ili druge operacije Ujedinjenih naroda i letove humanitarne pomoći. Od UNPROFOR-a je zatraženo da prati poštivanje zabrane, uključujući mogućnost postavljanja promatrača na aerodromima na području bivše Jugoslavije, te da osigura da je svrha letova u Bosnu i Hercegovinu u skladu s rezolucijama Vijeća sigurnosti.
Rezolucija je zatim pozvala države članice da poduzmu sve mjere potrebne za pomoć Zaštitnim snagama na temelju tehničkog praćenja i drugih sposobnosti. Također je zatražio od glavnog tajnika Butrosa Butros-Galija da povremeno izvješćuje Vijeće sigurnosti o provedbi sadašnje rezolucije i svim njezinim kršenjima. Vijeće je tada izjavilo da će se obvezati ispitati informacije u vezi s provedbom Rezolucije 781 i svim takvim kršenjima, uključujući izglede za uvođenje daljnjih mjera za provedbu zabrane. Trenutna rezolucija samo navodi da "regionalne agencije" mogu nadzirati zabranu, međutim Rezolucija 816 (1993.) ovlašćuje NATO snage da obore prekršitelje. Bilo je nekoliko kršenja zabrane, posebice od strane zračnih snaga bosanskih Srba protiv vojnih i civilnih ciljeva u bošnjačkim enklavama.
Rezolucija 781 usvojena je s 14 glasova za i nijednim protiv, uz suzdržani glas Kine, u znak protesta protiv teksta u rezoluciji koji nagovještava da se sila može upotrijebiti ako se zabrana ne provede.

## Vanjske poveznice
- Text of the Resolution at undocs.org